# 心叶猴欢喜
心叶猴欢喜（学名：Sloanea cordifolia），为杜英科猴欢喜属下的一个植物种。